# Duich
Duich ist eine kleine Siedlung auf der schottischen Hebrideninsel Islay. Sie befindet sich etwa fünf Kilometer südlich von Bowmore, dem Hauptort der Insel, und zehn Kilometer nordnordwestlich des Fährhafens Port Ellen nahe dem Duich River. Die nächstgelegene Siedlung ist das etwa vier Kilometer südlich gelegene Glenegedale. 
Die Ortschaft teilt sich in die Siedlungen Duich, Duich Moor, auch Duich Muir oder Duich Moss, sowie Duich Farm. Heute ist in Duich nur noch die an der A846 gelegene Duich Farm bewohnt. Im Jahre 1841 wurden in Duich noch 37 Personen gezählt. Weitere 85 lebten in Duich Moor und 12 auf der Duich Farm. 1851 lebten insgesamt nur noch 103 Personen in Duich.
Unweit der Duich Farm wurden auf einer flachen Erhebung im Moor die Reste einer ehemaligen Rundhütte entdeckt, wodurch die historische Besiedlung der Region belegt wird. Einst führte nordwestlich von Duich eine Stahlbrücke über den Duich River, der etwas weiter in den Laggan mündet. Die Baukosten betrugen 140 £. Von dieser als „elegant“ beschriebenen Brücke sind keine Reste erhalten.